# Neville V. Smith
Neville V. Smith (* 21. April 1942 in Leeds; † 18. August 2006) war ein britischer Physiker.
Smith erhielt 1963 den BA an der Cambridge University und widmete sich der Erforschung von optischen Eigenschaften von flüssigen Metallen. Er erhielt 1967 den PhD am Cavendish Laboratory. 1969 wechselte Smith an die Bell Laboratories und war ein Pionier in Arbeiten der Spektroskopie. 1980 wurde er Fellow der American Physical Society und 1994 Programmleiter des Advanced Light Source (ALS) am Lawrence Berkeley National Laboratory.

## Auszeichnungen
- 1991 Davisson-Germer-Preis[2]